# Passage (architettura)

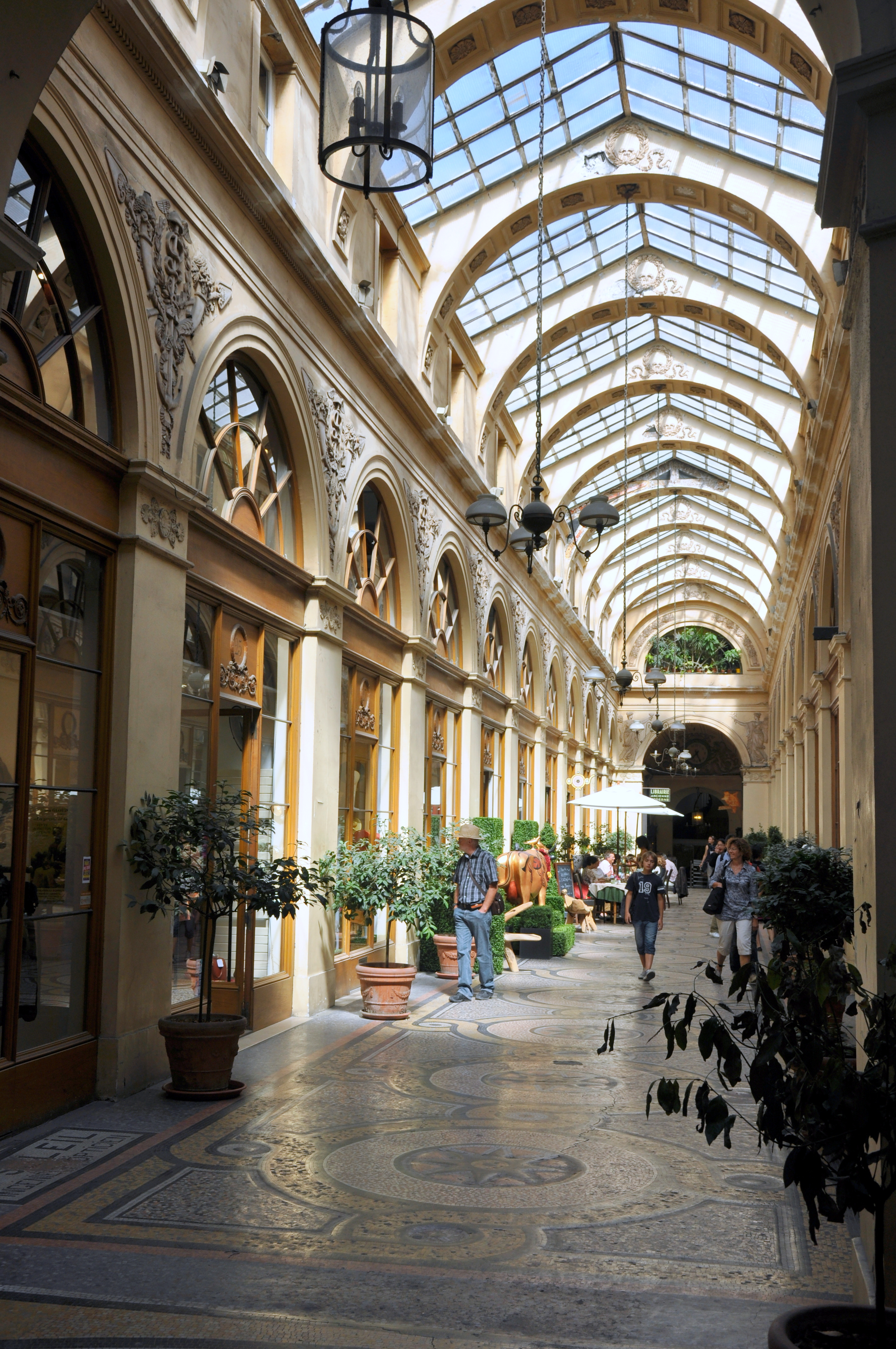
La Galerie Vivienne a Parigi.

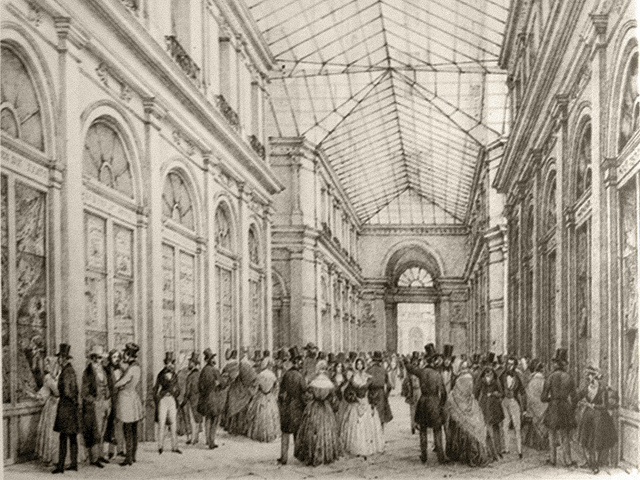
La Galleria De Cristoforis di Milano, inaugurata nel 1832

Il passage, termine francese per passaggio, può considerarsi la prima forma di galleria commerciale coperta. Comparsi per la prima volta a Parigi verso la fine del Settecento, per i passages la prima metà dell'Ottocento rappresenta il periodo di massima diffusione.

## Contesto storico-sociale
Il passage ottocentesco si sviluppa a Parigi in un periodo storico contraddistinto da un forte aumento della popolazione urbana e dal contemporaneo sviluppo dei primi processi di industrializzazione che sfoceranno nella grande seconda rivoluzione industriale, e solo in seguito si diffonderà nel mondo. In questi anni, grazie anche all'aumento demografico, i seppur numerosi negozi parigini non riuscivano a soddisfare la crescente domanda di beni. Inoltre la città si presentava con strade strette e scomode, senza né marciapiedi né fognature, pervasa da violenza e caos. Questa situazione portò gran parte dei commercianti parigini ad abbandonare il centro cittadino, per instaurare i loro negozi principalmente nella periferia nord della capitale francese.
Fu dunque chiara la necessità di ridefinire e risanare il centro cittadino. Ciò avvenne in parte con l'edificazione dei passage che, nella visione degli architetti post-rivoluzionari, dovevano rappresentare uno spazio democratico (perché potenzialmente accessibile a tutti) e allo stesso tempo fondere la funzione commerciale con l'intrattenimento (presentavano infatti luoghi di ristoro, come bar e ristoranti, e di spettacolo, principalmente teatri).

## Storia

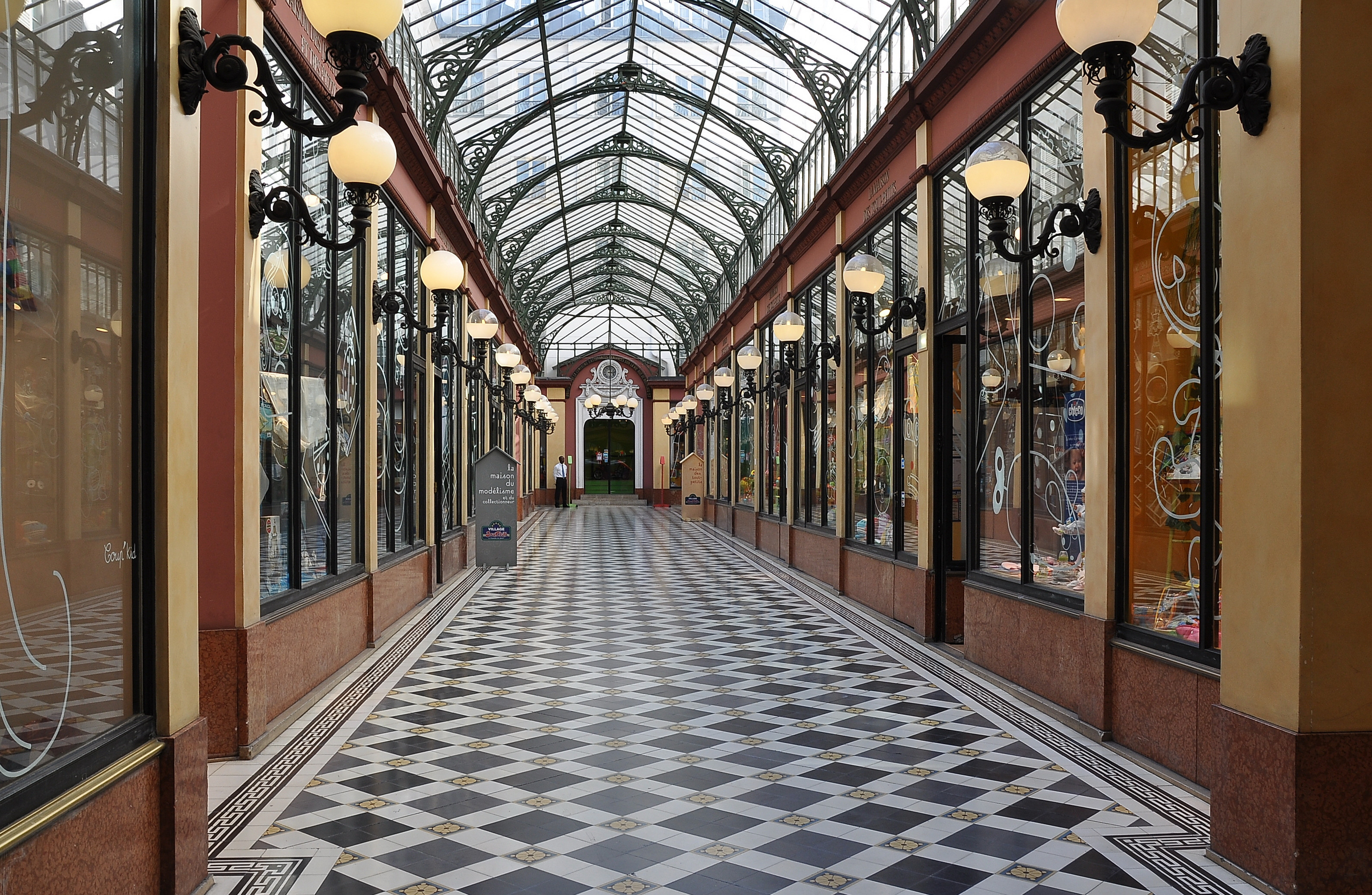
Il Passage des Princes a Parigi.

Il primo passage fu inaugurato a Parigi nel 1786, costruito nei giardini del "Palais-Royal" per volere del Duca d'Orléans. Arrivò a contenere 355 negozi, diventando una della maggiori attrazioni della città. Inizialmente costruito principalmente in legno, fu dotato nel corso degli anni di una solida struttura in muratura e di un'ampia copertura in vetro, che ne fecero il più grande passage mai costruito. Il massimo sviluppo di questi particolari luoghi del consumo sono stati i primi anni dell'Ottocento, anche grazie agli investimenti dei primi capitalisti (in Francia inoltre abbiamo la fine delle guerre napoleoniche e i grandi capitali ottenuti con le confische rivoluzionarie). Nell'Ottocento, da tipica architettura francese, il passage si diffonde nelle principali città europee, comunque non raggiungendo mai la ricchezza e l'opulenza dei passage parigini. In Italia nel 1832 aprì a Milano, allora sotto l'amministrazione asburgica, la sfarzosa Galleria De Cristoforis, primo passage realizzato nella penisola italica.

## Caratteristiche
I passage sono contraddistinti da un massiccio utilizzo di vetro e ferro, materiali che lo sviluppo dell'industrializzazione ha reso disponibili su larga scala.
Inoltre, essendo materiali "moderni", conferivano un aspetto moderno all'intera costruzione, andando a rappresentare la grande soddisfazione dell'uomo ottocentesco per il proprio sviluppo tecnologico.
Altra caratteristica è l'adozione in un vasto spazio dell'illuminazione a gas, che sostituisce quella a olio.
Infine il passage ha modificato completamente il significato dell'acquisto per una parte consistente della popolazione. Infatti la borghesia, frequentatrice classica del passage , trasforma l'acquisto in occasione per vestirsi in modo elegante, per vedere e farsi vedere. Caratteristica che coincide con la voglia di questa classe, in forte ascesa sul piano sociale, di possedere nuovi beni per accrescere e affermare il proprio status sociale.

## La fine dell'attività commerciale e l'inizio della monumentalità
A partire dalla seconda metà dell'Ottocento, il passage è costretto a subire la concorrenza di un nuovo luogo di consumo: il grande magazzino. Il grande magazzino infatti, sfruttando le possibilità di una produzione industriale sempre più di massa, propone dei prodotti a un prezzo più basso rispetto al passage (prodotti di conseguenza più scadenti che necessitavano di un "contenitore" — il grande magazzino — lussuoso e prestigioso per soddisfare le esigenze della nuova borghesia).
Non riuscendo a competere con le innovazioni proposte dai grandi magazzini (come il prezzo fisso applicato direttamente sui prodotti), i passage costruiti dopo il 1860 convertiranno la loro natura di luogo di consumo per assumere lo status di monumento. Alla fase della monumentalità appartengono anche importanti gallerie italiane costruite dopo l'unità d'Italia come la Galleria Vittorio Emanuele II di Milano, la Umberto I di Napoli e la Galleria Subalpina di Torino, inserite in quel contesto di competizione culturale tra le varie città italiane, che mirava a promuovere le rispettive città di appartenenza al ruolo di capitale della nazione unificata.
A partire quindi dallo sviluppo di una produzione industriale di massa e di luoghi più adatti per distribuirla, il passage diviene parte del patrimonio architettonico e culturale della città.
Di conseguenza molti passage di piccole dimensioni e privi di forti elementi d'attrazione, vengono progressivamente demoliti.